# 時報映画社
時報映画株式会社（じほうえいが）は、かつて存在した教育映画の制作会社、アニメ制作会社である。

## 概要
教育映画、テレビアニメなどを手掛けていた会社である。本社は1994年に東京都港区浜松町一丁目25番5号より移転し東京都中央区日本橋小伝馬町16番6号に所在していた。
1961年2月21日設立。

## 作品

### 実写

#### 教育映画
- 防衛運転追従と追越 （カラー、27分、配給：映研）[1]
- 求婚Uターン （カラー、27分、配給：映研）[1]
- 交差点 －処分者講習用－ （カラー、20分、配給：映研）[1]
- 0.5ミリの悲劇 （モノクロ、26分、配給：映研）[2]
- 安全運転・追突防止編 （カラー、20分、配給：映研）[2]
- 対歩行者編－安全運転－ （カラー、23分、配給：映研）[2]
- 追突 （カラー、25分、配給：映研）[2]
- 安全運転シリーズ－自然の法則－ （カラー、20分、配給：映研）[2]
- あっ！あぶない－あなたを守る運転法－ （カラー、22分、配給：映研）[2]
- 盲点 （カラー、20分、配給：映研）[2]
- わきみ運転 （カラー、23分、配給：映研）[2]
- 安全運転・右折編 （カラー、22分、配給：映研）[2]
- 怒りと運転 （カラー、27分、配給：映研）[3]
- 幼児とお年寄りを守ろう （カラー、25分、配給：映研）[3]
- 自転車の安全な乗り方教室 （モノクロ、20分、配給：映研）[3]
- 運転手さんありがとう （カラー、20分、配給：映研）[3]
- おり鶴の祈り （カラー、31分、配給：映研）[3]
- 歩行者保護 （カラー、20分、配給：映研）[3]
- みんな笑顔 （カラー、29分、配給：映研）[4]
- 大いなる前進 （モノクロ、26分・28分、配給：映研）[4]
- 第三の被害者 （カラー、23分、配給：映研）[4]
- ぼくらの交通安全 （モノクロ、27分、配給：映研）[4]
- 泣き寝入はイヤッ！ （カラー、26分、配給：映研）[4]
- この子いずこへ （モノクロ、27分、配給：映研）[4]
- 飲酒運転の悲劇 （カラー、23分、配給：映研）[5]
- 聴聞（ちょうもん） （モノクロ、18分、配給：映研）[5]
- 戦慄の記録 （カラー、27分、配給：映研）[5]
- ひきにげ （カラー、31分、配給：映研）[5]
- 転落事故 （カラー、26分、配給：映研）[5]
- スピードの恐怖 （カラー、22分、配給：映研）[5]
- 安全運転 （モノクロ、27分、配給：映研）[6]
- ある運転者の記録 （モノクロ、27分、配給：映研）[6]
- 明るい交通 （1960年）[7]
- 街の狼 （1961年、モノクロ、25分、企画：警察庁防犯部防犯課）[8]
- あぶない男たち （1961年、モノクロ、20分、企画：警察庁防犯部防犯課）[8]
- 太陽は沈まず （1962年[9]、企画：全日本交通安全協会[9]、モノクロ、20分、配給：映研）[4]
- 価値なき13分 （1963年[9]、企画：警察庁交通局[9]、モノクロ、21分、配給：映研）[5]
- 黄色い小旗 （1963年[9]、企画：警察庁交通局[9]、カラー、25分、配給：映研）[3]
- 日本のおまつり・甘酒まつり （1963年）[9]

#### PR映画
- 高速旋盤 （1960年、企画：昌運工作所）[7]
- ブローチとブローチ盤 （1960年、企画：不二越鋼材）[7]
- いたちッ子 （1961年、監修：全国学校給食会連合会）[7]
- 背負った子に浅瀬 （1961年、委託：三菱電機）[10]
- 丸に丸 （1961年、委託：昭和産業）[10]
- 女人の砦 （1961年、委託：資生堂）[10]
- モード・ハント （1961年、委託：森永製菓）[10]
- インスタント・ノイローゼ（1961年、委託：菱和自動車）[10]
- 幸福の設計 （1962年、企画：日本冷凍食品協会）[9]
- 美へのごあんない （1962年、企画：資生堂）[9]

#### 自主制作映画
- 鳥は自由なのに （1975年）[11]

### アニメ

#### テレビシリーズ
- ゼンちゃんツーちゃん（1969年）[12]
- ガンとゴン （1972年、アニメーション制作：日本動画）[13]
- 星の子ポロン （1974年、アニメーション制作：日本動画）[14]

#### 映画
- ぜんちゃんの交通日記  （1962年[9]、企画：全日本交通安全協会[9]、カラー、25分、配給：映研、人形アニメ）[4]
- ぜんちゃん、つーちゃん （1971年[15]、監修：全日本交通安全協会[15]、カラー、15分、配給：映研）[4]
- ツーちゃんといっしょに見よう （1973年[15]、カラー、15分、配給：映研）[3]
- トンボになったヤッちゃん （1973年[15]、カラー、15分、配給：映研）[4]
- ヤッちゃんと火星の子 （1974年、企画：全日本交通安全協会）[15]
- ヤッちゃんと新入生 （1975年、企画：全日本交通安全協会）[15]

##### ピンク映画
- 劇画SEX秘聞 （1973年、配給：新東宝興業、東京興映）[16]